# Roland Freisler

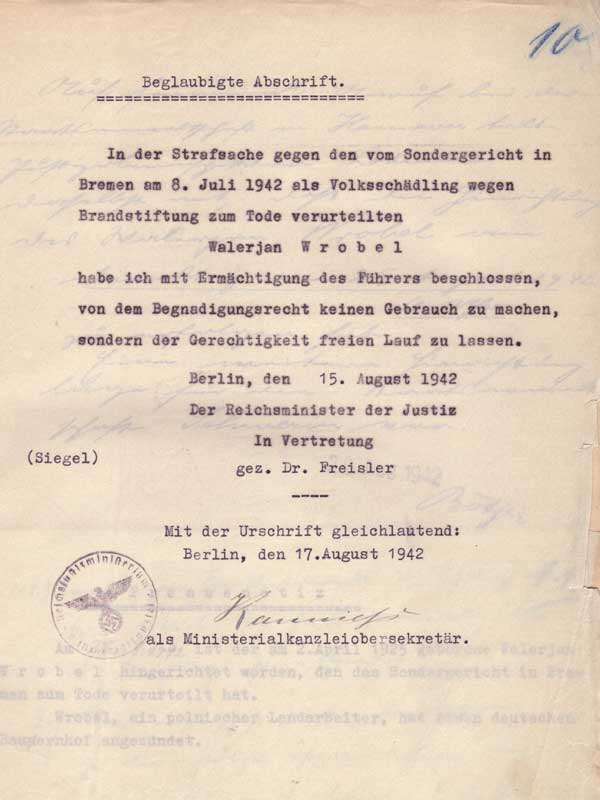
Odrzucenie prośby o łaskę dla Polaka Waleriana Wróbla, podpisane przez Rolanda Freislera (1942)

Roland Freisler (ur. 30 października 1893 w Celle, zm. 3 lutego 1945 w Berlinie) – niemiecki prawnik, członek NSDAP, przewodniczący Trybunału Ludowego, zbrodniarz odpowiedzialny za mordy sądowe w nazistowskich Niemczech.
Po wojnie Freisler został uznany za „najciemniejszego, najbardziej brutalnego i najkrwawszego sędziego w całej niemieckiej administracji sądowej”.

## Życiorys
Od sierpnia 1914 roku brał udział w I wojnie światowej jako podporucznik. W październiku 1915 roku trafił do rosyjskiej niewoli. Po zwolnieniu z syberyjskiego obozu jenieckiego podjął współpracę z bolszewikami, dochodząc do funkcji komisarza. Do Niemiec powrócił w 1920 roku. Freisler otrzymał tytuł doktora nauk prawniczych w 1922 roku. Od roku 1924 był adwokatem w Kassel i radnym miejskim Bloku Narodowo-Socjalnego. Do NSDAP wstąpił w 1925 roku. Stale brał udział w politycznych sprawach karnych. W marcu 1933 roku brał udział w szturmie na ratusz oraz budynek sądu w Kassel. Jego pierwszą funkcją było stanowisko dyrektora ministerialnego w Pruskim Ministerstwie Sprawiedliwości. Od czerwca 1933 roku był sekretarzem stanu w tym ministerstwie. Rok później został sekretarzem stanu w połączonym Pruskim Ministerstwie Sprawiedliwości i Ministerstwie Sprawiedliwości Rzeszy. Był odpowiedzialny za kwestie personalne, ustawodawstwo karne i wykonywanie kar. W 1939 roku Freisler naciskał na obostrzenie ustaw oraz zwiększenie roli sądów specjalnych jako „sądów doraźnych frontu wewnętrznego”. Wziął udział w konferencji w Wannsee, w zastępstwie sekretarza stanu Franza Schlegelbergera, któremu powierzono kierowanie Ministerstwem Sprawiedliwości Rzeszy.
W sierpniu 1942 roku został mianowany przewodniczącym Trybunału Ludowego (Volksgerichtshof; zastąpił Ottona Georga Thieracka). Przewodniczył w ponad 1200 procesach przeciwników politycznych, które kończyły się niemal wyłącznie wyrokami śmierci, stąd nazywano go „wieszającym sędzią”. Wśród skazanych przez niego osób byli Hans i Sophie Schollowie, członkowie antynazistowskiej organizacji Biała Róża.
Rozprawy prowadzone pod przewodnictwem Freislera, zwłaszcza gdy podsądnymi stali się uczestnicy spisku związanego z zamachem na Hitlera 20 lipca 1944 roku, charakteryzowały się grubiaństwem i brutalnością. Wyzwiska i groźby pod adresem oskarżonych były w Trybunale Ludowym na porządku dziennym. Elementarne zasady sprawiedliwego procesu sądowego – domniemanie niewinności, prawo do obrony – były fikcją.
Roland Freisler zginął trafiony odłamkiem podczas nalotu lotniczego w Berlinie 3 lutego 1945 roku, nie stanął więc przed sądem w tak zwanym procesie prawników (jednym z 12 procesów norymberskich przeprowadzonych przed amerykańskimi trybunałami wojskowymi).